# Pšenice setá

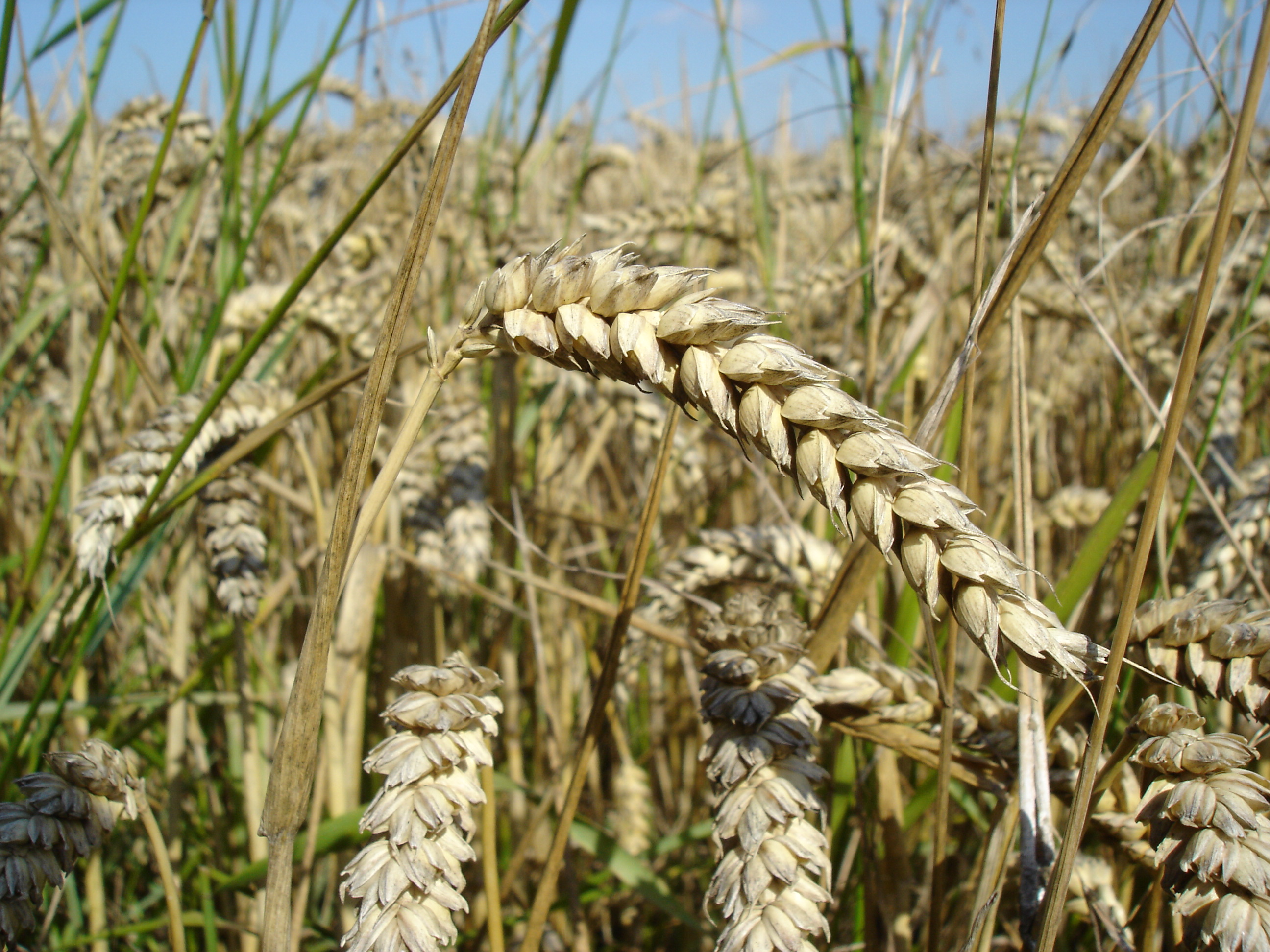
Zralý klas

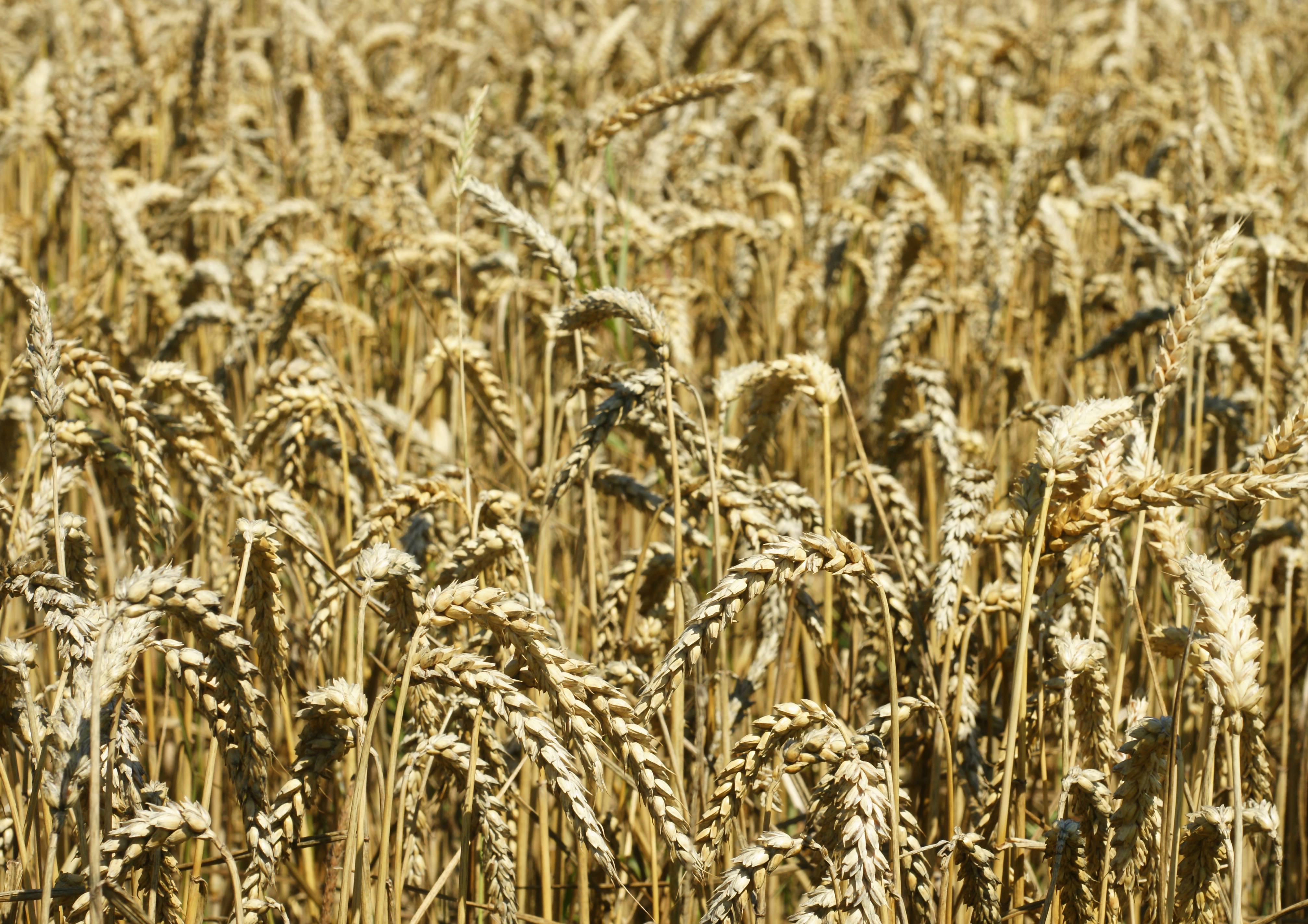
Pšeničné pole

Pšenice setá (Triticum aestivum nebo také T. vulgare) je jedna z nejrozšířenějších obilnin (po kukuřici a rýži). Původem patrně z Blízkého východu je po tisíciletí šlechtěna a pěstována po celém světě.

## Popis
Jedno- nebo dvouletá trsnatá tráva dorůstá výšky 50–130 cm. Na hladkém a lysém dutém stéble s hladkými kolénky vyrůstají čárkovité listy s prodlouženými jazýčky a oušky. Květenství je čtyřhranný nepravý klas s klásky po 2–4 kvítcích. Pleva je vejčitá, kýlnatá s jedním zoubkem, pluchy bez osin nebo nahoře osinaté (pšenice vouska). Obilka nahá, s hlubokou rýhou, hnědavá nebo žlutavá. Seje se buď na podzim jako ozimá nebo na jaře, kvete v červnu a červenci.

## Popis obilného zrna
Celé zrno a také jednomletá mouka obsahují ve 100 g přibližně: 1 450 kJ (350 kCal), 12 g bílkovin, 2 g tuku, 70 g glycidů, 2 g nestravitelných součástí (buničiny), 40 mg vápníku, 330 mg fosforu, 4 mg železa, 120 mg hořčíku a dále menší množství vitaminů B1, B2, B6 a PP, stopy vitaminů C a A.

## Historie
Pšenice je polyploidní, s trojicí zdvojených genů. Byla vypěstěna z volně rostoucích trav ve východním Středomoří nebo v Etiopii a po Starém světě se rozšířila už v neolitu. Do Ameriky ji přinesli španělští misionáři v 16. století. Ve 20. století vytlačily nové odrůdy v Evropě mnoho krajových odrůd i žito a dnes využívají genetické modifikace pro zkrácení stébla, protože s moderními hnojivy by jinak vyrostla příliš vysoká a lámala by se.

## Význam
Pšenice je jeden z nejdůležitějších zdrojů proteinů, kterých obsahuje víc než kukuřice a rýže. Světová produkce se pohybuje kolem 670 milionů tun v mnoha různých odrůdách. Užívá se hlavně mletá k výrobě bílého pečiva, ale také k výrobě pšeničného piva aj.

## Genom
V létě 2018 se vědcům podařilo přečíst genom této obilniny. Do projektu bylo zapojeno 200 vědců ze 73 pracovišť 20 zemí světa. Výzkum, trvající 13 let, byl postaven na metodě třídění chromozomů pomocí průtokové cytometrie, vyvinuté experimentálními botaniky v Olomouci (právě olomoucké pracoviště hrálo v projektu klíčovou úlohu). Na základě znalosti osekvenovaného genomu bude možno identifikovat geny odpovídající za výnos, jakost zrna, odolnost vůči patogenům a suchu, což nabude značného významu (využívání nových metod genetických modifikací).